# 拉布勒
拉布勒（法語：Laboule，法語發音：[labul]）是法国阿尔代什省的一个市镇，属于拉让蒂耶尔区。

## 地理
拉布勒（44°35'17"N, 4°9'57"E）面积17.45 平方千米，位于法国奥弗涅-罗讷-阿尔卑斯大区阿尔代什省，该省份为法国东南部内陆省份，北起顺时针与卢瓦尔省、伊泽尔省、德龙省、沃克吕兹省、加尔省、洛泽尔省和上盧瓦爾省接壤。
与拉布勒接壤的市镇（或旧市镇、城区）包括：博蒙、若雅克、罗克勒、拉苏什、瓦尔戈日。

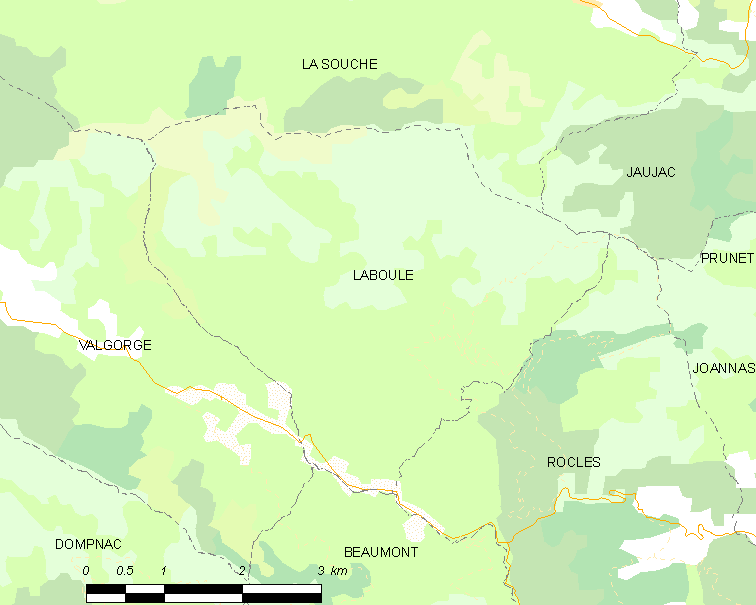
拉布勒的OSM定位图

拉布勒的时区为UTC+01:00、UTC+02:00（夏令时）。

## 行政
拉布勒的邮政编码为07110，INSEE市镇编码为07118。

## 政治
拉布勒所属的省级选区为阿尔代什塞文县。

## 人口

1962-2008年间拉布勒人口变化图示

拉布勒于2022年1月1日时的人口数量为144人。